# Therese Neumann

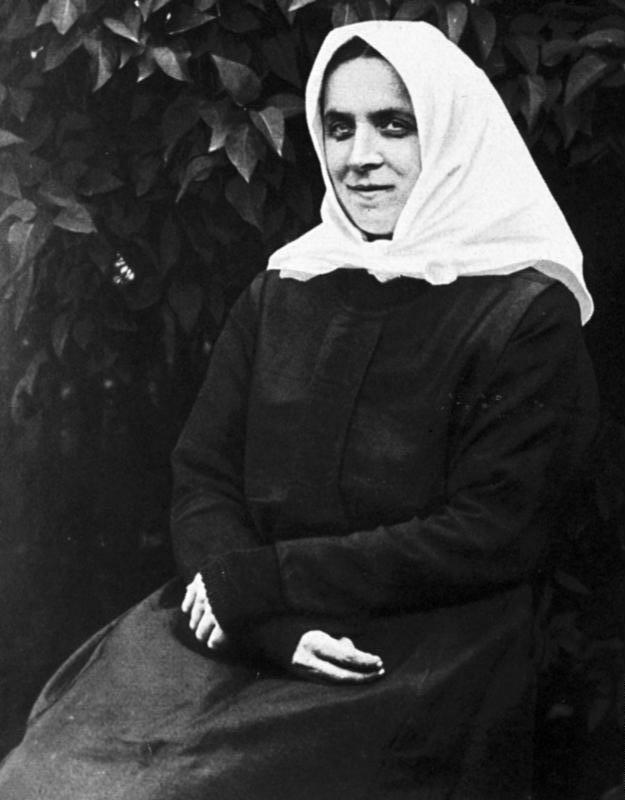
Therese Neumann in 1926

Therese Neumann of ook wel Resl von Konnersreuth (Konnersreuth, 8 april 1898 - aldaar, 18 september 1962) was een Beiers rooms-katholieke boerendienstmaagd, zieneres en mystica. Ze had stigmata en leed op bepaalde dagen (met name op vrijdag) mee met het lijden van Jezus Christus. Haar geboorteplaats werd een bedevaartsoord. Ondanks controverses is in 2005 een procedure tot zaligverklaring in gang gezet.

## Levensloop

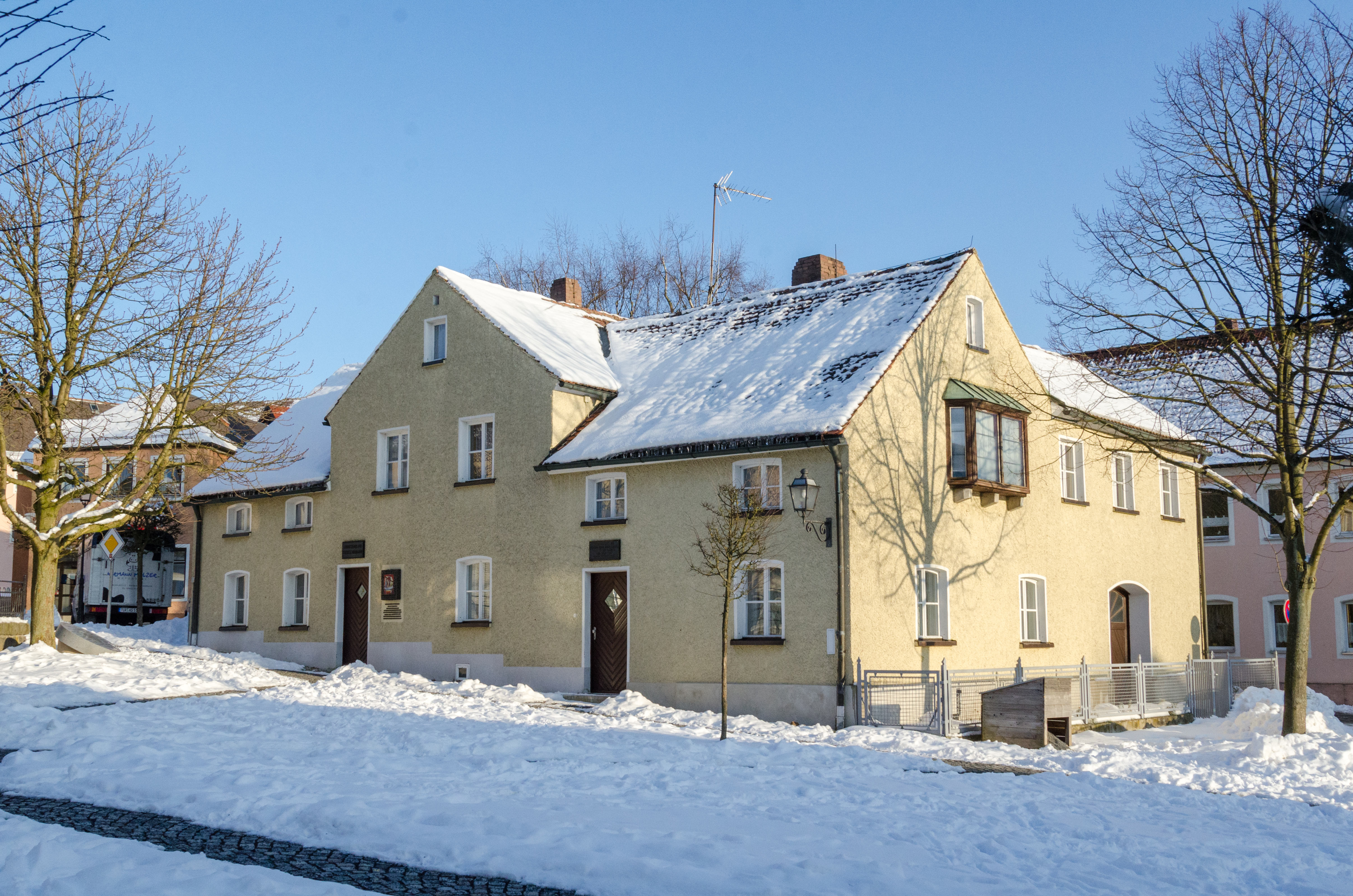
Geboortehuis van Neumann in Konnersreuth (2007)

### Ziekbed
Therese Neumann werd geboren als eerste van elf kinderen. Ze werd genoemd naar de Spaanse heilige Theresa van Avila. Neumann was een groot deel van haar leven aan bed gekluisterd. Vanaf 1918 kreeg zij last van gezichts- en gehoorstoornissen, epilepsieachtige aanvallen en verlammingsverschijnselen. In december 1922 traden bijkomende slikproblemen op. In 1923, op de dag van de zaligverklaring van haar Franse naamgenote Thérèse de Lisieux, kon Neumann  plotseling weer volledig zien. Op dezelfde dag twee jaar later verdween even plots haar verlamming. Dit alles naar zeggen van haar directe omgeving, hetgeen later in haar levensbeschrijving is opgetekend.

### Stigmata
In de vastentijd voor pasen 1926 kreeg Neumann een visioen waarin zij Jezus bloed zag zweten op de olijfberg. Na dit visioen verscheen in de buurt van haar hart een wond. Later kwamen er wonden aan de handen, voeten en het hoofd bij, evenals kleinere wonden verspreid over het lichaam. Deze wonden werden geïnterpreteerd als sporen van geseling. De stigmata op haar hart, handen en voeten bloedden doorgaans elke vrijdag. Op goede vrijdagen verscheen er vaak ook een schouderwond, naar verluidt door het dragen van het kruis. Op het hoofd bloedde ze daarbij op negen plaatsen in de vorm van een krans of doornenkroon en uit haar ogen vloeiden tranen van bloed. Neumann behield deze verschijnselen (stigmata) tot haar dood in 1962.

### Overige verschijnselen
Naar verluidt leefde Neumann 1926 tot 1962 uitsluitend op water en de heilige communie. Tijdens haar visioenen schijnt zij ook Aramees te hebben gesproken, evenals Latijn. Dit wordt onder meer beschreven door Paramahamsa Yogananda in zijn Autobiografie van een yogi, waarin hij verhaalt van zijn ontmoeting met haar op 16 juli 1935.
Tijdens de Tweede Wereldoorlog werd Neumann door de Gestapo in het oog gehouden wegens vermeende staatsgevaarlijke activiteiten. Zo beschreef zij vanuit haar ziekbed de situatie van personen aan het oostfront en profeteerde zij dat Adolf Hitler en de nationaalsocialisten spoedig ten val zouden komen. In april 1945 werd gepoogd haar te vermoorden, maar de op pad gestuurde Gestapo wist haar niet te vinden.
Therese Neumann stierf aan een hartaanval in 1962 en werd begraven op de begraafplaats van Konnersreuth.

## Devotie en controverse

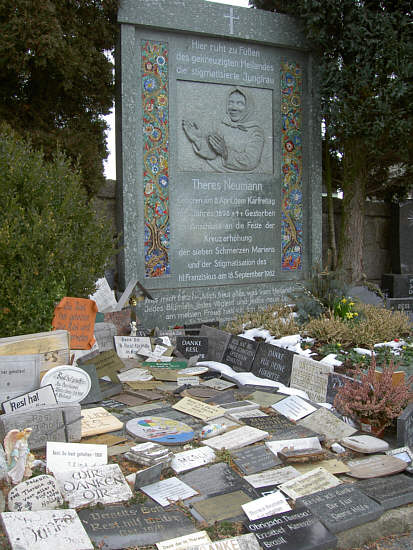
Neumanns graf met votiefstenen (2004)

### Bedevaart
Al tijdens haar leven werd werk gemaakt van de sacralisering van Neumann. Na de Tweede Wereldoorlog steeg de devotie rond de zieneres en mystica tot grote hoogte. Haar graf in Konnersreuth werd bedekt met votiefstenen en haar huis werd een bedevaartsoord. Ook voor Nederlandse katholieken sprak het nabije wonder van Konnersreuth tot de verbeelding. Haar graf werd -en wordt nog altijd- bezocht door pelgrims en toeristen uit allerlei landen.

### Onroerend goed
Van de financiële bijdragen uit voor haar bestemde schenkingen werd in 1951, dus nog voor Neumanns overlijden, het landgoed Fockenfeld gekocht en gerenoveerd. Deze werd bewoond door paters Oblaten. Kort na haar dood werd op haar wens in de buurt van haar graf het pelgrimsverblijf Theresianum gebouwd, ook gefinancierd uit donaties en bestierd door zusters Karmelieten. In 2010 werd in Konnersreuth een informatie- en ontmoetingscentrum aangaande haar nagedachtenis opgericht. 

### Tegenstanders

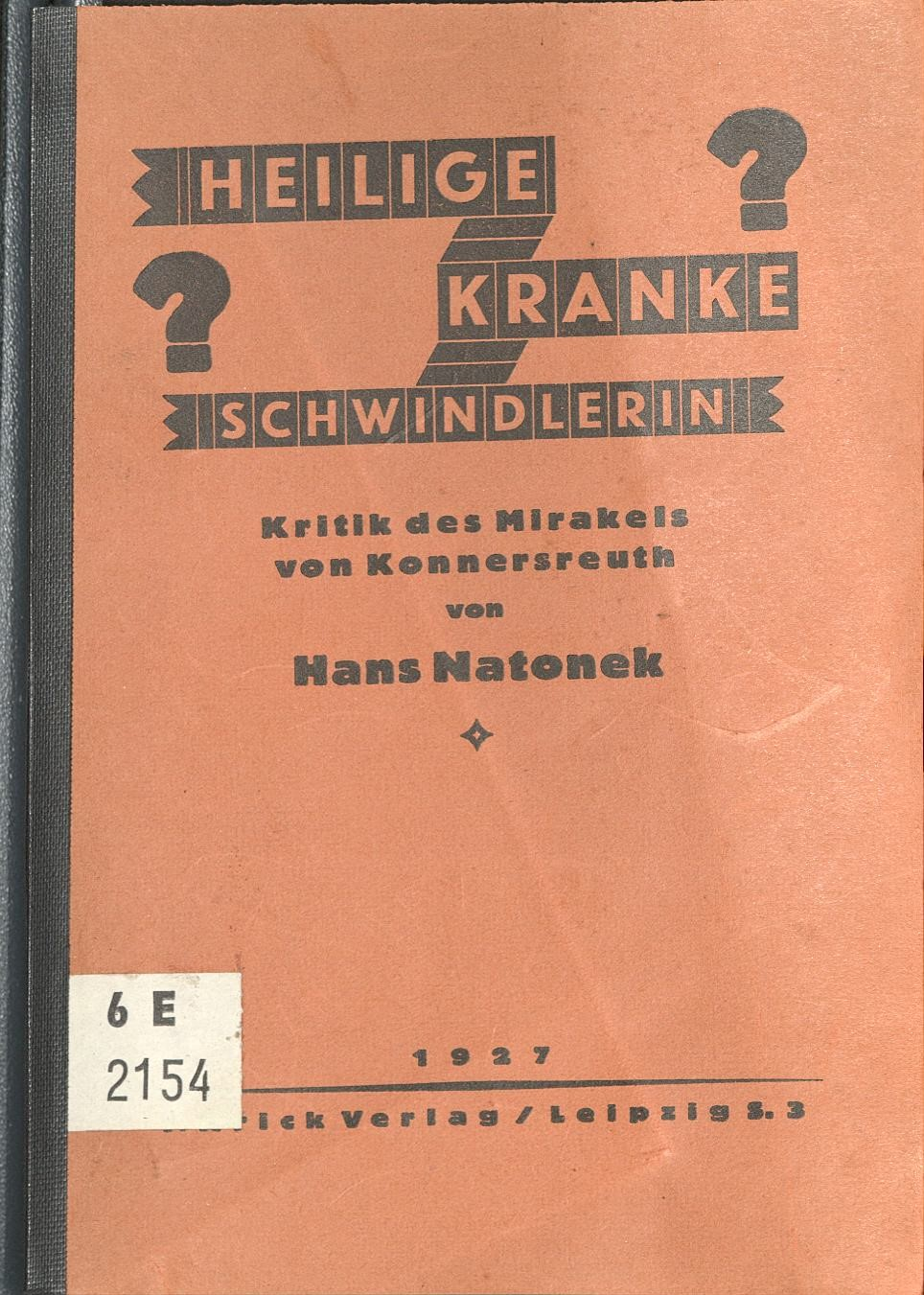
Een kritisch opstel van de Tsjechische journalist Hans Natonek in 1927

Al tijdens Neumanns leven was er behoorlijk wat scepsis over haar stigmata en overige verschijnselen. Critici en potentiële twijfelaars zijn nooit in haar huis ontvangen om getuigenis te doen. De achtereenvolgende bisschoppen van Regensburg waren niet gecharmeerd van de haar toegedichte bovennatuurlijke verschijnselen en raadden pelgrimage af. De priester-antropoloog Sebastian Killermann deed onderzoek in opdracht van de bisschop van Regensburg en besloot zijn onderzoeksverslag in 1928 "met veel twijfel" omdat hij het begin van de vrijdagbloedingen nooit persoonlijk heeft kunnen waarnemen. Naast bisschop Buchberger eiste ook het Heilig Officie in Rome dat Neumann zou worden opgenomen in een kliniek, ter observatie. Omdat de familie Neumann voorwaarden stelde in verband met haar veiligheid onder het Hitler-regime en deze voorwaarden werden afgewezen leefden de familie en de bisschop in onmin. Andere kritische geluiden ten tijde van Neumann zijn er vooral uit de pen van de arts Josef Deutsch in 1932 en de historica en publiciste Hilda Graef in 1953. 
Vanaf 1972 beschreef de katholieke priester Josef Hanauer talrijke tegenstrijdigheden in Neumanns hagiografie. Zo was haar Aramees voornamelijk gebaseerd op transcripties van bandopnames die familieleden hadden gemaakt. Ook beschrijft hij voorvallen die wijzen op een permanente voedselinname door Neumann, waaronder observaties door haar eigen nicht. Hanauer verzette zich tegen wat hij pseudo-mysticisme en wonderverslaving noemde.
In 2016 toonde Mark Benecke in zijn bloedvlekverdelingsonderzoek aan dat het bloed dat uit Neumanns ogen zou zijn gevloeid was opgesmeerd. Hetzelfde is aannemelijk met betrekking tot de hoofdwonden. Dienovereenkomstig zouden Neumanns vrijdagbloedingen kunnen worden gekwalificeerd als een "klassiek en opzettelijk vals spoor".

### Zaligverklaringsproces
Tot begin jaren tachtig waren de kerkelijke autoriteiten in Rome sceptisch en terughoudend aangaande de heiliging van moderne mysticas. Met het aantreden van paus Johannes Paulus II ging echter een meer volksvrome wind waaien. Nadat een petitie voor Neumann's zaligverklaring door 40.000 mensen was ondertekend leverde bisschop Müller in 2005 een dossier in bij de Vaticaanse instanties ter opening van de procedure voor zaligverklaring van Therese Neumann. De kosten daarvan zijn aanzienlijk. Een eerste factuur van het Vaticaan uit 2006 bedroeg 26.000 euro, voornamelijk voor vertaalwerk in het Italiaans en de reiskostenvergoedingen van de meer dan zestig getuigen die in de loop van de procedure zouden worden gehoord. Deze en volgende kosten werden/worden gedekt door een speciaal hiertoe opgericht donatiefonds. 
Van 2012 tot 2017 was Müller prefect van de Congregatie voor de Geloofsleer. Het is onzeker of en hoe de zaligverklaringsprocedure wordt voortgezet.